# Kilivila jezik
Kilivila jezik (kiriwinski, kilivilski; kilivila; ISO 639-3: kij), jezik Trobrijandžana koji se govori na otocima Trobriand u provinciji Milne Bay, Papua Nova Gvineja. Govori ga oko 20 000 ljudi (2000 D. Tryon), od čega su 60% monolingualni.
Kiriwinski pripada kirivinskoj podskupini jezika, šira skupina kilivila-louisiades. Ima tri dijalekta koji nose nazive po otocima na kojima se govore: kitavski (otok Kitava), vakutski (otok Vakuta) i sinaketski (otok Sinaketa). Uči se u mnogim školama, Pismo: latinica.

## Vanjske poveznice
- Ethnologue (14th)
- Ethnologue (15th)